# Plevník-Drienové
Plevník-Drienové es un municipio del distrito de Považská Bystrica en la región de Trenčín, Eslovaquia, con una población estimada a final del año 2024 de 1718 habitantes.
Se encuentra ubicado al norte de la región, cerca del río Váh (cuenca hidrográfica del Danubio) y de la frontera con República Checa y con la región de Žilina.

## Demografía
| Año        | 1994 | 2004    | 2014    | 2024    |
| ---------- | ---- | ------- | ------- | ------- |
| Población  | 1568 | 1589    | 1613    | 1718    |
| Diferencia |      | +1,33 % | +1,51 % | +6,50 % |

| Año        | 2023 | 2024    |
| ---------- | ---- | ------- |
| Población  | 1694 | 1718    |
| Diferencia |      | +1,41 % |